# نیو ممفیس (ایلینوی)
نیو ممفیس (به انگلیسی: New Memphis) یک منطقهٔ مسکونی در ایالات متحده آمریکا است که در شهرستان کلینتون، ایلینوی واقع شده‌است. نیو ممفیس ۱۲۸٫۰۲ متر بالاتر از سطح دریا واقع شده‌است.